# Râul Ronișoara
Râul Ronișoara sau Râul Rona este un curs de apă, afluent al râului Iza.